# Louis Schittly
Louis Schittly, né le 7 juillet 1938 à Altkirch et mort le 1er janvier 2025 à Mulhouse, est un médecin français, cofondateur de Médecins sans frontières en 1971.

## Biographie
Louis Schittly grandit dans la ferme parentale à Bernwiller dans le Sundgau, en Alsace. Son père a été soldat dans l'armée allemande durant la Première Guerre mondiale, d'abord sur le Front de l'Est puis dans la Somme. Sa mère perd trois de ses frères et sœurs victimes d'un bombardement français le 10 août 1915.
Sa famille accueille un prisonnier de guerre allemand. Son frère Jean-Pierre passe trente mois comme soldat durant la guerre d'Algérie du côté de Souk Ahras.
Avant de devenir médecin humanitaire, il pense d'abord à être missionnaire, mais tombe amoureux lors d'un séjour d'adoration au mont Sainte-Odile, il laisse donc tomber cette vocation.
Après des études au petit séminaire de Zillisheim, il part effectuer ses études de médecin à Strasbourg puis à Lille où il soutient sa thèse le 4 juin 1968. Au mois de mars 1968, il obtient une bourse de la fondation Roux de l'Institut Pasteur à Paris puis suit des cours d'entomologie médicale à l'ORSTOM.
Après son retour du Biafra, il envisage un temps une spécialisation en pédiatrie, grâce au professeur Robert Debré. En avril 1970, grâce aux anciens du Biafra et à une bande d'amis et de soutiens parisiens de Bernard Kouchner la création du Groupement d'intervention médico-chirurgicale d'urgence est décidée, devenu plus tard MSF.
À son retour du Viêt Nam, il passe quatre années de spécialisation en ophtalmologie.
En 1973, il écrit puis coréalise avec Daniel Schlosser le long-métrage La Marraine (D'Goda) en dialecte alsacien. En 2022, le film bénéficie d'une restauration et d'une nouvelle projection en salles en Alsace.
Il exerce comme médecin-chef d'une maison de convalescence à Sentheim de 1981 jusqu'à 2009 et vit avec sa famille dans la ferme familiale à Bernwiller. À partir de 2006, il est le parrain de l'association humanitaire La Vie en Marche.

### Vie personnelle
Louis Schittly a trois enfants : Manuela, née d'une liaison durant ses études à Strasbourg ; puis Martha et Jean Baptiste, avec Erika, ethnologue spécialiste de la Papouasie-Nouvelle-Guinée,.
Au Biafra, il est en couple avec Esther, une autochtone qui, après la guerre, deviendra infirmière à l'hôpital d'Enugu.
Au Vietnam, il est en couple avec Heidi, une infirmière allemande.
Après une vie de catholique pratiquant, il devient athée, bien qu'il se pose plusieurs fois la question de réciter le Notre Père durant les bombardements au Biafra, puis il se convertit à l'orthodoxie en 1981 sous le prénom de « Grégoire », en même temps que son ami René Ehni, au monastère de Grégoire du mont Athos. Avec sa femme rebaptisée Anastasie et son fils, il construit dans son verger une petite église byzantine dédiée à saint Grégoire l'Athonite et à sainte Anastasie la Romaine, consacrée par le métropolite de France, Mgr Jérémie, et décorée de fresques et icônes byzantines peintes par Léonide Ouspensky.
En politique, il se définit comme anarchiste et voue un profond respect aux amish.
Louis Schittly meurt à Mulhouse le 1er janvier 2025 à l’âge de 86 ans.

## Au Biafra
Vers la mi-décembre 1968, il voit dans le journal que la Croix-Rouge cherche des volontaires pour le Biafra. Après un premier rendez-vous avec le docteur Hernandez Minor puis un second au siège de Genève de la Croix-Rouge Internationale, il est recruté. Il débarque donc à Libreville, puis embarque avec un collègue chirurgien slovaque en direction du Biafra.
Récupéré par Jean-Paul Ryst, responsable des équipes françaises de la Croix-Rouge au Biafra et anesthésiste-réanimateur, il est déposé à Santana dans un hôpital pédiatrique où se trouvent déjà Jean Picard, Michel Castet, Anne-Marie Barbé, Guy Hanon. Cet hôpital est un centre de nutrition à la suite de la famine présente dans le pays. Les enfants sont victimes de déficit en nutrition, mais également de la gale, de parasites intestinaux et de paludisme. Le taux de mortalité est assez important, de l'ordre de 10 % à chaque arrivée de patient.
L'hôpital est composé d'anciennes salles de classe transformées en salles d'hospitalisation avec huit lits qui contiennent entre cinq et huit enfants, et effectue de quatre à cinq mille consultations par semaine. S'y trouvent une cuisine, une buanderie, une pharmacie et un laboratoire, avec également un garage composé de trois camions, trois voitures et deux motos. Une menuiserie est également présente et, pour nourrir les patients, un grand potager, avec champs de bananes et de manioc et une chèvrerie. L'équipe est composée des humanitaires français qui restent en moyenne entre deux et quatre mois, vingt-huit infirmières locales, et des auxiliaires chargés du ménage, de la sécurité, six laborantins et auxiliaires, une équipe de cuisinières et d'hommes à tout faire.
À Uli, l'aéroport où arrive au Biafra l'aide internationale, Louis Schittly côtoie l'horreur de la guerre, notamment les bombardements par les mercenaires est-allemands. Par chance, aucun humanitaire français n'est touché par les bombardements.
Au départ de Jean Picard, il est nommé chef d'équipe.
Trois à quatre fois par semaine il part dans la brousse avec l'aide de spiritains irlandais pour soigner les habitants et surtout pour recueillir les enfants à soigner à l'hôpital ; par temps sec, 110 enfants et pas un de plus est ramassé, et par temps de pluie 35 enfants. C'est durant ces tournées que Bernard Kouchner l'accompagne.
En janvier 1970, le CICR demande l'évacuation générale. À cette date, il reste, à part Louis Schittly, Dominique Benoit, Jean-Claude logisticien, M. Symons (hollandais). Le 5 janvier, l'ordre d'évacuation général est donné, il faut rejoindre Libreville et Sao Tomé. Louis Schittly décide dans un premier temps d'évacuer avec 120 enfants. Mais les Suisses et les Suédois refusent d'embarquer avec eux et Louis décide aussi de rester. En attendant l'armistice, l'équipe qui n'a pas pu évacuer se réfugie dans une mission irlandaise.
Le 7 janvier 1970, la guerre est terminée, les autorités leur indiquent qu'ils peuvent se rendre sans soucis à Santana. Ils rencontrent le baron Hunt, le vainqueur de l'Everest, qui effectuait une tournée d'évaluation officielle des moyens. Après une rencontre avec le gouverneur de Port Harcourt, le transfert des enfants est décidé de Santana jusqu'à Port Harcourt.
À Port Harcourt, le gouverneur leur laisse le soin de transformer une ancienne école en hôpital. Mais ayant eu vent de rumeur selon lesquelles ces docteurs seraient des mercenaires, Louis et ses camarades sont transférés à Lagos pour être interrogés par la police judiciaire, puis mis en surveillance dans un hôtel en ville. La France ne pouvant intervenir en raison de sa reconnaissance de l'État du Biafra, ils sont jugés et reconnus coupables d'entrée illégale au Nigeria et condamnés à six mois de prison ferme et une amende. Le 1er février 1970 après quinze jours de prison, ils sont expulsés en direction de la France.

## En Côte d'Ivoire
L'ordre de Malte propose à Louis Schittly de prendre en charge, en tant que médecin-chef, les trois camps d'enfants biafrais réfugiés en Côte d'Ivoire. Il accepte immédiatement et passe une semaine dans chacun des trois camps de réfugiés et surveille l'état de santé des enfants, jusqu'en décembre 1970, date du rapatriement des enfants.
Il permet une interview secrète du colonel Ojukwu, ex-chef du Biafra, en déguisant la journaliste en infirmière.
Il part de Côte d'Ivoire avant Noël 1970, et fait un voyage de retour en passant par la Haute-Volta, Gao, Niamey, Agadez, Arlit, puis Alger. Son retour lui prend trois mois.

## Au Viêt Nam
N'ayant aucune envie de s'installer comme médecin de campagne, il décide de partir aider au Vietnam. Il rejoint l'hôpital de Da Nang pour l'ordre de Malte allemand. En attendant la construction de l'hôpital, les personnels allemands travaillent à Hội An à l'évêché catholique où les Allemands ont construit un dispensaire pédiatrique.
Joël Lugern propose de travailler pour le Viêt-Cong en tant que médecin, puis il organise une entrevue avec le docteur Toan, responsable du maquis du secteur. À la suite d'une enquête de sécurité effectuée par Georges Marchais sur son activité de militant en France, il est recruté six semaines plus tard pour voler des médicaments. Pour cela, il doit prélever les médicaments dans la cave de l'hôpital, décoller les étiquettes écrites en allemand, puis les traduire en français, puis charger les cartons dans la jeep, se rendre à environ dix kilomètres de la ville, s'arrêter prendre une photo, pendant qu'ils volent les médicaments puis revenir à l'hôpital comme si de rien n'était. Régulièrement avec Max Récamier, il part soigner les lépreux.
Durant Pâques 1972, il est témoin de la grande offensive Viêt-Cong. Il manque de peu de se faire arrêter. Son contact le docteur Toan se fait arrêter moins d'une heure après son rendez-vous. En juin 1972, son contrat n'est pas renouvelé, son voyage retour l'emmène à Saigon d'abord puis à Phnom Penh, la Thaïlande, la Birmanie, le Laos, Hong Kong, les Philippines, Taïwan, Bornéo, Indonésie, Sri Lanka, Inde, Népal, Pakistan, Afghanistan, Iran et Turquie. En tout, le voyage durera cinq mois.

## En Afghanistan
En avril 1980, Évelyne Guillaume propose à Louis Schittly une mission exploratoire en Afghanistan, pour le compte d'Aide médicale internationale, une ONG nouvellement créée, avec Michel Bonnot, anesthésiste, Fred Tissot, médecin, Laurence Laumonier, gastro-entérologue. La mission d'exploration est financée par Terre des hommes Alsace. Le départ est fixé en juin 1980, Louis part en binôme avec Laurence Laumonier.
Après une escale à Karachi, le binôme arrive à Peshawar où ils établissent un hôpital en attendant de passer la frontière. Chaque jour de 7h à 14h, ils soignent une cinquantaine de personnes. Au bout d'une semaine, Schittly rencontre un chirurgien que Médecins du monde avait envoyé en mission dans le Wardak pendant six semaines et Olivier Roy pour Action internationale contre la faim.
Après trois semaines de consultation, un contact est établi durant une consultation avec un habitant du Nouristan. Il permet d'organiser le trajet de Louis Schittly et d'Olivier Roy, avec l'aide de huit porteurs portant chacun 25 kilos de médicaments, Laurence Laumonier, elle, décide de rester à Peshawar. De là, la colonne prend le bus en direction de Chitral. Il faudra trois jours pour faire 250 km. Durant le trajet pour éviter de se faire repérer, il faut uriner accroupi. À Chitral, la colonne débute le trajet de six jours à pied, composée d'une vingtaine de personnes et la frontière afghane est franchie à 2h du matin. Dès le deuxième jour de marche, Louis et Oliver sont atteints d'ampoules, puis le troisième jour, de fièvre. Le troisième soir, à 3h du matin, le guide réveille tout le monde en urgence, et demande de fuir vers les montagnes. Après deux heures de marche, l'explication est donnée : à la sortie du village où le groupe logeait pour la nuit, un groupe de talibans, mené par Gulbuddin Hekmatyar, responsable de l'embuscade de Surobi avait établi un camp. Après le passage de cols à plus de 4000 m, et 50 km par jour, les voilà arrivés à Waïgal. À leur arrivée, le chef du village loge Louis Schittly dans une de ses maisons, qui servira de salle de consultation. Les consultations commencent dès le deuxième jour, en présence d'un public d'une douzaine d'anciens. Il y a beaucoup de surinfections de toutes sortes, de parasites intestinaux et énormément de tuberculose. Avec une moyenne de trente consultations par matinée, l'après-midi est dédié aux visites de malades à domicile. Olivier Roy repart cinq jours après son arrivée, victime de graves ampoules, il ne peut repartir plus tôt.
Le retour s’effectue en septembre, avec une vingtaine d'hommes, avec un rythme de marche de 50 km par jour. Ils sont pris en chasse par quatre hélicoptères soviétiques, qui tirent sur eux, mais il n'y aura aucun blessé dans la colonne. Le lendemain, la frontière est de nouveau franchie, légalement cette fois-ci, puis le groupe arrive dans la villa du prince Nasir ud-Din, puis deux jours après, Louis Schittly rejoint Peshawar. La relève composée de Fred Tissot et Danielle Parisot arrive deux jours plus tard. Laurence, quant à elle, est partie de Peshawar depuis seulement deux jours. Après un déjeuner à l'ambassade de France afin de régler un problème de visa, il rentre à Paris.

## Au Mali
Durant l'été 1987, Louis est contacté par des amis de la région et notamment le club 4x4 d'Alsace afin d'être médecin du groupe dans un convoi humanitaire baptisé Trans-Afrique ou caravane de la solidarité, en partance pour le Mali. L'idée est d'y convoyer du matériel agricole, médical et scolaire pour le distribuer sur place directement aux populations. Pour ce premier voyage Louis Schittly demande à son ami l'artiste peintre Jacky Chevaux de l'accompagner pour documenter le voyage de ses dessins. Celui-ci a toujours souhaité pouvoir retourner en Afrique, où il avait effectué son service militaire. Le départ est donné le 26 décembre 1987. Effectuant 200 km par jour, il faudra six semaines pour relier Bamako. Ce convoi sera le premier d'une longue série. Un livre De l'Ill au Niger, alliance au-delà du désert, écrit par Louis Schittly et illustré des dessins, croquis, aquarelles de Jacky Chevaux est paru en 1989 et relate tout le voyage depuis Mulhouse en Alsace jusqu'à Dakar en Afrique.
Mais, en 1992, l'un des convois tourne à l'embuscade, après que des Touaregs attaquent le groupe au Nord de Arlit. Au Niger, ils volent quatre kits médicaux et deux 4x4.

## En Serbie
Durant le conflit yougoslave, il permet le transport de médicaments de chez Pharmaciens sans frontières, pour l'hôpital universitaire de Belgrade.

## Au Soudan du Sud
En 1996, Bernard Kouchner demande à Louis de l'aide afin de monter un dispensaire, à la suite de l'appel de Sœur Emmanuelle. Le 30 août 1996, Louis et Bernard partent donc pour Nairobi. Accueillis par Pierre Géhot, ils repartent le lendemain pour Lokichogio. Puis Mgr Taban les emmène au Soudan du Sud. Après plusieurs visites du secteur, il est convenu de mettre en place à Bona le dispensaire.
Durant six ans, le dispensaire voit défiler de 6h à 14h, des pathologies très variées et surtout locales ; les premiers médecins sont Michel Haxaire et André Kleinknecht, Louis arrive à recruter plusieurs médecins volontaires grâce notamment à ses appels sur France Bleu Alsace. Plus tard à la suite de détournements de fonds de la part d'administrateurs, une ONG anglaise prend la relève.

## Publications
- L'homme qui voulait voir la guerre de près. Médecin au Biafra, Vietnam, Afghanistan, Sud-Soudan. Paris : Arthaud, 2011  (ISBN 978-2-0812-5841-9)
- Fyirr et Nadala, Conte bilingue [Français/Alsacien]. Mulhouse : Éditions du Rhin, 1996. Illustrations de Claireline Chevaux.  (ISBN 2-86339-115-1)
- De l’Ill au Niger, alliance au-delà du désert. Avec les dessins de son ami l’artiste Jacky Chevaux. Relate leur voyage humanitaire depuis l’Alsace jusqu’en Afrique. 1989, Éditions Au souffle de Paris.  (ISBN 978-2-8596-3004-1)
- Dr Näsdla ou Un automne sans colchiques, Roman à lire à voix haute, Éditions Hortus Sundgauviae, 1983.  (ISBN 2-86339-011-2). Nouvelle édition Strasbourg, La Nuée Bleue/DNA, 2013.  (ISBN 978-2-7165-0810-0). Trad. all.: Näsdla oder Ein Herbst ohne Herbstzeitlosen. Hambourg: tredition, 2019  (ISBN 978-3-7482-1790-9)
- La raison lunatique [avec René Ehni]. Presses d'Aujourd'hui, 1978

## Filmographie
- 1973 : La Marraine (D'Goda) coréalisé avec Daniel Schlosser.

### Documentaires
- Les caravanes de la solidarité, production et réalisation Vincent Froehly, 1990.
- Une passerelle étroite et fragile, production et réalisation Vincent Froehly. Diffusion France 3 Alsace, 1995.
- La philosophie des oiseaux, coproduction Cinefacto, Paris, TV10 Angers, réalisation Vincent Froehly, 2003.
- Western-Choucroute, coproduction Ere Production, France 3 Alsace, Equidia, réalisation Vincent Froehly, 2006.
- « Louis Schittly, de terre et de guerre » [vidéo], production Supermouche Production, réalisation Vincent Froehly, 2023